# Antonio Heredia Soriano
Antonio Heredia Soriano (Sevilla, 1940) es un historiador de la filosofía y profesor español.

## Biografía
Nacido en 1940 en Sevilla, ha sido catedrático de la Universidad de Salamanca. Fue responsable de una edición, en la que se ocupó de escribir un estudio preliminar y las notas, de la obra Doctrinal de antropología, de Nicolás Salmerón, de quien en 1972 había publicado su tesis doctoral. Fue promotor del Seminario de Historia de la Filosofía Española e Iberoamericana, iniciado en 1978, y coordinador de una adenda de Hombres y documentos de la filosofía española de Gonzalo Díaz Díaz.